# Жмеринка-Подільська
Жме́ринка-Поді́льська — лінійна станція Жмеринської дирекції Південно-Західної залізниці (Україна). Входить до жмеринського залізничного вузла. Від станції відходять лінії на Гречани і Могилів-Подільський, а також лінія до станції Браїлів в обхід Жмеринки. Відстань до ст. Жмеринка — 4 км, до ст. Гречани — 102 км, до ст. Могилів-Подільський — 110 км.
Відкрита в 1914 році. До 1973 року мала назву Подільський Пост.
Розташована на західній околиці міста Жмеринки Вінницької області.